# Zum Teufel mit der Penne
Zum Teufel mit der Penne (mit Untertitel Die Lümmel von der ersten Bank, 2. Teil)  ist eine deutsche Filmkomödie, die 1968 unter der Regie von Werner Jacobs in West-Berlin und Baden-Baden gedreht wurde. Die Hauptrollen sind mit Peter Alexander, Hansi Kraus, Hannelore Elsner, Theo Lingen und Willy Millowitsch besetzt. Der Film ist der zweite Teil der Filmreihe Die Lümmel von der ersten Bank.
Die Produktion von Horst Wendlandts Rialto Film wurde am 12. Dezember 1968 in der Metro im Schlosshof in Kiel uraufgeführt. Der bundesdeutsche Massenstart war am 14. Dezember 1968. Der Film wurde im Jahr darauf für mehr als 3 Millionen Zuschauer mit der Goldenen Leinwand ausgezeichnet. Insgesamt hatte der Film rund sechs Millionen Kinobesucher und war damit der erfolgreichste Beitrag der siebenteiligen Filmreihe.

## Inhalt
Fernsehreporter Dr. Peter Roland soll einen Film zum Thema Bildungsnotstand drehen. Anstelle seines Schwagers schmuggelt er sich als Schweizer Austauschlehrer Dr. Wilhelm-Maria Tell in das Mommsen-Gymnasium ein. Schnell freundet er sich nicht nur mit der Klasse 10a an, sondern auch mit Marion Notnagel, der Schwester von Pepe. Als nach zahlreichen Streichen, an denen sich Dr. Roland ebenso beteiligt, plötzlich der ganze Schwindel auffliegt, droht nicht nur Dr. Roland, sondern auch der gesamten Klasse 10a großes Unheil. Dank Pepe und einiger Mitschüler sowie Dr. Roland, der ein Meister der Maske ist, wird am Ende doch alles wieder ins Lot gebracht …

## Entstehungsgeschichte

### Vorgeschichte
Das am 1. April 1968, noch vor dem Start des ersten „Lümmel“-Films Zur Hölle mit den Paukern, erschienene Programmheft des Constantin-Filmverleihs listete unter anderem ein seit langem von Produzent Horst Wendlandt geplantes Remake des Filmklassikers So ein Flegel auf. Schon im Jahr 1961 hatte Rialto Film diese Produktion mit Peter Alexander und Johanna von Koczian angekündigt und immer wieder verschoben. Als das Projekt im Jahr 1968 abermals vor der Realisierung stand, waren als Regisseur Rolf Thiele und neben Peter Alexander die Darsteller Cornelia Froboess, Anita Kupsch, Heinz Erhardt und Boyd Bachmann vorgesehen.

### Dreharbeiten

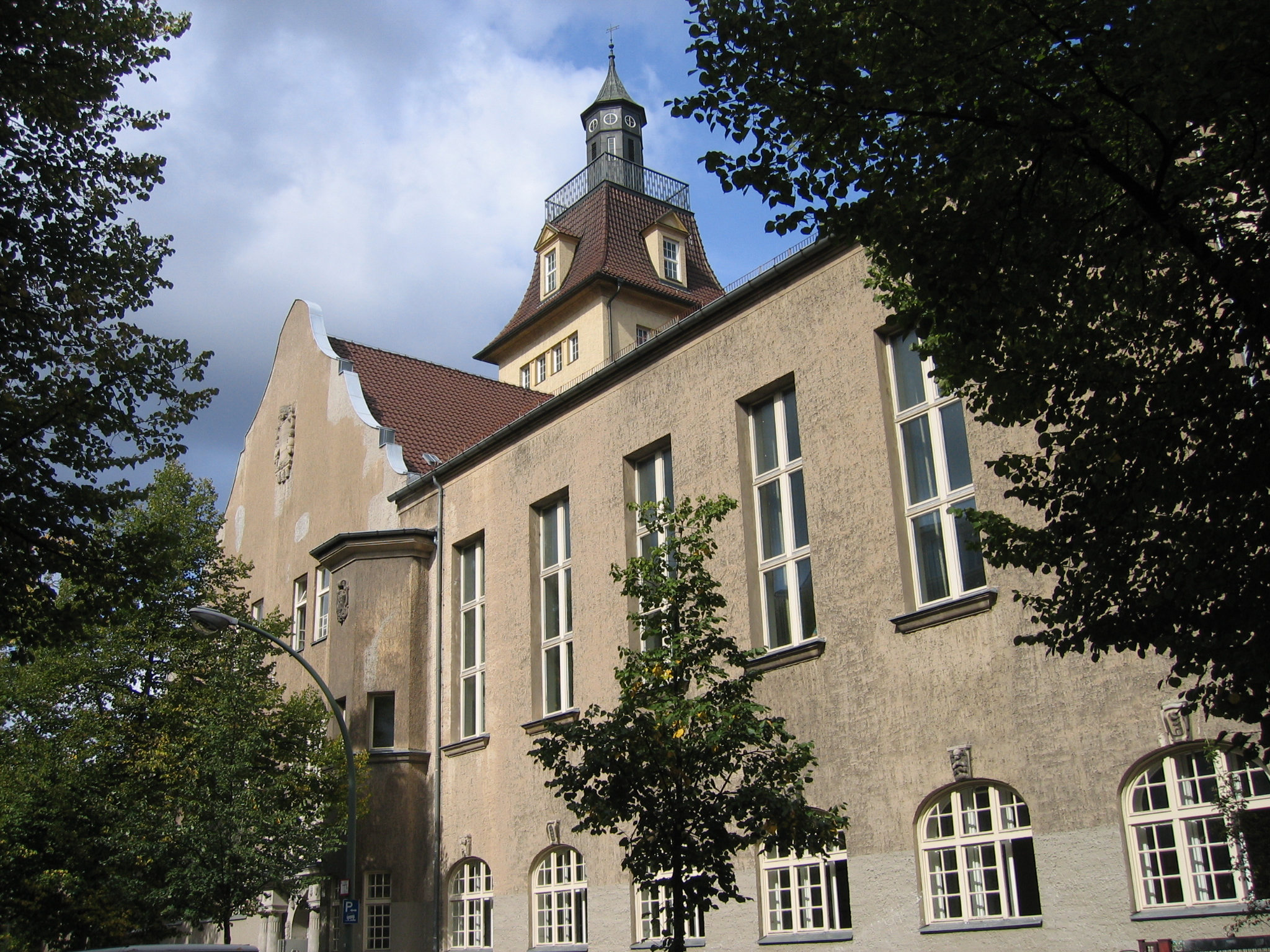
Die Askanische Oberschule in Berlin-Tempelhof ist im Film als Mommsen-Gymnasium zu sehen.

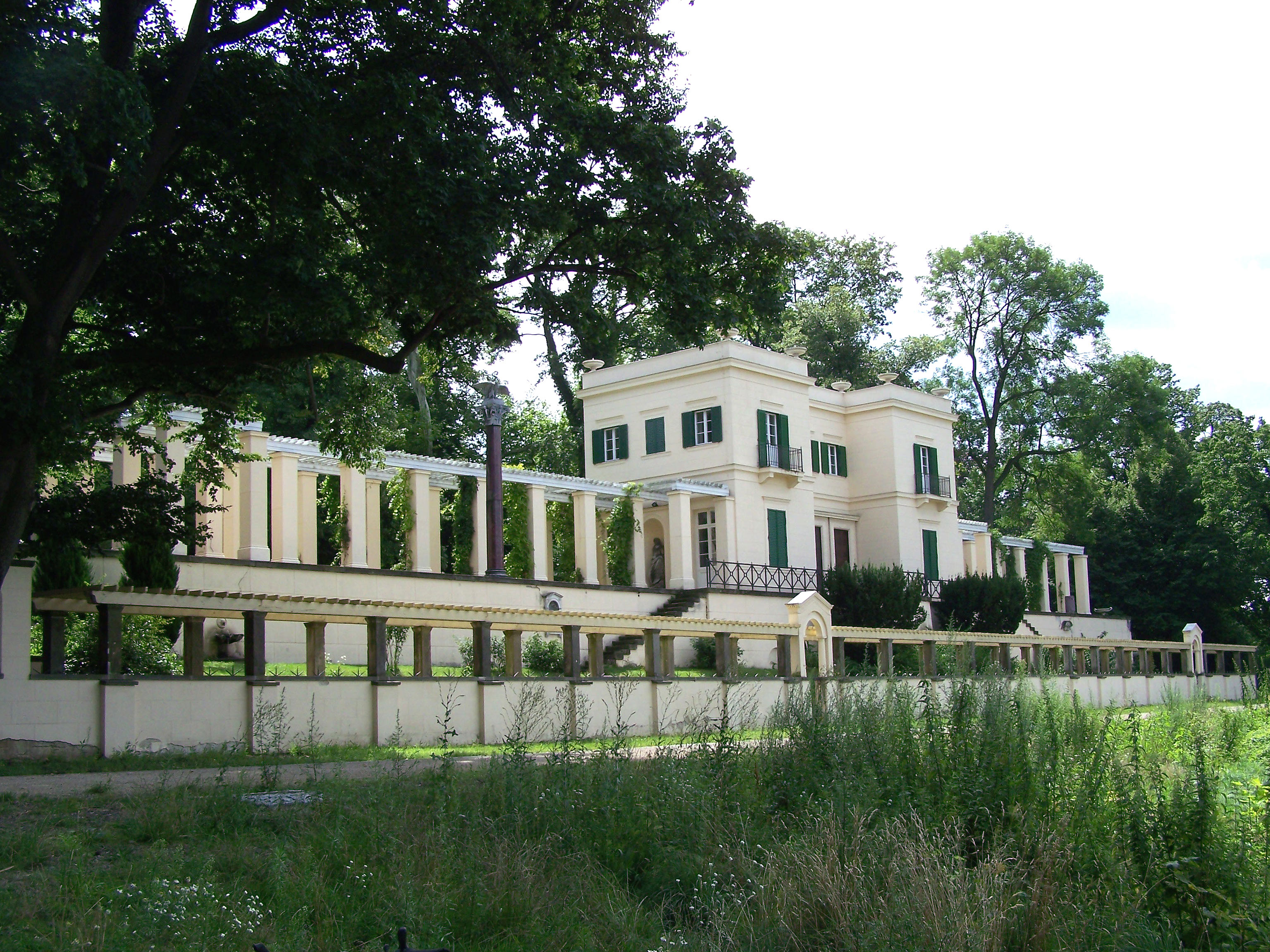
Am Casino im Park Klein-Glienicke entstanden die Außenaufnahmen mit Heintje.

Nach dem Erfolg des Films Zur Hölle mit den Paukern im April 1968 und des von der Konkurrenz angekündigten Films Immer Ärger mit den Paukern, der schon im Oktober 1968 startete, beschloss Constantin-Film, noch vor Weihnachten 1968 den zweiten Teil der „Lümmel“-Serie als Peter-Alexander-Film in die Kinos zu bringen. Anstelle des geplanten Films So ein Flegel produzierte Wendlandt in Zusammenarbeit mit dem Constantin-Tochterunternehmen Terra Filmkunst die „Lümmel“-Fortsetzung Zum Teufel mit der Penne. Das Drehbuch schrieb abermals Franz Seitz unter seinem Pseudonym Georg Laforet, Regie führte wiederum der bewährte Werner Jacobs. Der Kinderstar Heintje, der seit kurzem bei Constantin-Film unter Vertrag stand, sollte in dem Film einen Gastauftritt haben. Die Dreharbeiten fanden vom 28. August bis 7. Oktober 1968 in West-Berlin und Baden-Baden statt. Als Kulisse für das fiktive Mommsen-Gymnasium diente in diesem Teil einmalig die Askanische Oberschule („Aska“) in Berlin-Tempelhof. Die Szene, in der Heintje singt, entstand vor dem Casino im Park Klein-Glienicke. Die Atelieraufnahmen drehte man in den Studios der CCC-Film in Berlin-Haselhorst. Die Filmbauten stammten von Wilhelm Vorwerg und Walter Kutz. Für die Kostüme war Ina Stein verantwortlich. Herstellungsleiter war Fritz Klotzsch. Die Produktionsleitung übernahm Herbert Kerz.
Da der Film als einziger der Reihe nicht von Franz Seitz produziert wurde, weist er einige Besonderheiten auf. Die ansonsten unter dem Namen Nietnagel bekannte Familie heißt in diesem Film Notnagel. Der Hauptdarsteller Peter Alexander, der den Namen Notnagel besser fand, machte seinen Einfluss auf die Produktion geltend und konnte die Namensänderung durchsetzen. Ab dem dritten Teil wurde wieder ausschließlich der Name Nietnagel verwendet. Hannelore Elsner spielte in Zum Teufel mit der Penne einmalig die Rolle von Pepes Schwester Marion, die ansonsten von Uschi Glas verkörpert wurde. Die Rolle der Studienrätin Pollhagen wurde von Inge Wolffberg übernommen (ansonsten meist Ruth Stephan). Auch die ausnahmsweise von Peter Thomas stammende Filmmusik war für die Serie eher ungewöhnlich.
Einige Schüler der „Aska“ wurden für die Dreharbeiten vom Unterricht freigestellt und wirkten als Komparsen mit, darunter mit einer kleinen Sprechrolle der spätere Historiker Hasso Spode.

### Lieder
Die damaligen Publikumslieblinge Peter Alexander und Heintje sind in dem Film mit insgesamt vier Schlagern zu hören, die seinerzeit auf Schallplatten des Labels Ariola erhältlich waren:
- Heintje: Mama; Ich bau Dir ein Schloß
- Peter Alexander: Komm und bedien dich; Honey

## Rezeption
Die FSK gab den Film nach einer Prüfung am 3. Dezember 1968 ab 6 Jahren frei. Der große Erfolg des Films zog im Folgejahr, neben weiteren Teilen der offiziellen „Lümmel“-Filmreihe unter Produzent Franz Seitz, auch die inoffizielle Fortsetzung Klassenkeile der Rialto Film nach sich, die ebenfalls vom Constantin-Verleih vermarktet und ein großer Publikumserfolg wurde.
Peter Alexander hatte als Dr. Peter Bach noch einmal im vierten Teil Hurra, die Schule brennt! eine große Rolle innerhalb der Reihe. Auch Heintje kehrte im vierten sowie im sechsten Teil Morgen fällt die Schule aus wieder.

### Kritiken
„Auch der zweite Teil des unter diesem Titel gestarteten deutschen Farbfilms ‚Die Lümmel von der ersten Bank‘ versteht es recht gut, ‚Schülerleben von heute‘ auf die Schippe zu nehmen. Daß dabei nicht selten Satire zur Karikatur und Witz zur Klamotte werden, nimmt man nicht allzu übel. Denn Peter Alexander in der Filmhauptrolle eines Fernsehreporters, der sich einer Reportage wegen in einen Studienrat verwandelt, agiert sehr charmant und entschuldigt gegen Filmende die klischeegefärbten Allgemeinplätze über Lehrer und Schuldirektor äußerst liebenswürdig. Gegen den reichlich verknöcherten Gymnasiallehrertyp erklärt er sich mit den Schülern solidarisch und beweist, daß auch Lehrer nur Menschen mit Schwächen und Fehlern sind. Sicherlich wäre der Film besser und ehrlicher gewesen, wenn er den Realitäten mehr Rechnung getragen hätte. Aber er unterhält.“

„Obwohl viel besser als der erste Teil […] hat auch die Fortsetzung des Bestseller-Farblustspiels Mängel: überflüssiger Sex, grobschlächtige Einzelheiten, alberne Anspielungen auf gesellschaftspolitische Ereignisse in der Bundesrepublik.“

„Schülerklamotte […] routinierte Unterhaltung für Freunde des Genres. (Wertung: schwach)“

„Fortsetzung der Pennäler-Serie, diesmal mit Peter Alexander als inkognito recherchierendem und schwachsinnige Liedchen singendem Reporter.“